# Kultury z liściakami
Kultury z liściakami lub kultury ostrzy trzoneczkowatych – schyłkowopaleolityczny krąg kultur, dawniej zwany „kulturami z liściakami”. Podobnie jak ostrza trzoneczkowate zwano liściakami. Od jakiegoś czasu preferuje się obecne nazewnictwo. 
Kultury te wykształciły się na Niżu Europejskim. Cechą charakterystyczną jest inne instrumentarium oraz pojawienie się ostrzy z wydzielonym trzonkiem, grotów, które są najbardziej charakterystycznym elementem tych kultur.
W skład kompleksu wchodziły:
- kultura Bromme-Lyngby (od stanowisk na terenie Danii)
- kultura ahrensburska (Ahrensburg k. Hamburga) – Niemcy
- kultura świderska (Swidry Wielkie, Otwock) – Polska
- kultura desneńska (Desna, dopływ Dniepru) – Niż Rosyjski

Jest to efektem rozprzestrzeniania się wcześniejszych zespołów Bromme-Lyngby, powstających w pn. części Półwyspu Jutlandzkiego w okresie Allerødu (ok. 11 800 – 10 800 lat B.C). Była to kultura łowców reniferów egzystująca na terenie obecnej Danii oraz poszerzonym szelfie południowego Bałtyku. 
Kultura Lyngby zaczęła się przesuwać w kierunku południowym w okresie ochłodzenia młodszego dryasu (ok. 10 800 – 9 500 lat B.C); objęła Niż Środkowoeuropejski w postaci kultury świderskiej i kultury ahrensburskiej, a dalej na wschód kultury desneńskiej. W młodszym dryasie zanika kultura Bromme-Lyngby.
Istniejące w tym czasie trzy jednostki kulturowe: ahrensburska, świderska i desneńska związane były z migrującymi z południa na północ w lecie i odwrotnie w zimę łowcami renifera. Szlaki tych wędrówek biegły głównie dolinami większych rzek.
W początkach holocenu, wraz z migracją renifera na północ, starsze kultury zaczęły zanikać. Powstają natomiast młodsze warianty na terenie Skandynawii – kultury: Fosna, Komsa i Suomusjärvi.